# Облога Родоса (1522)
Третя облога Родоса (26 червня-20 грудня 1522 року) — облога фортеці міста Родос на однойменному острові Родос військами Османської імперії  Сулеймана I, що відбувалась з червня по грудень 1522 року і закінчилася почесною капітуляцією лицарів-госпітальєрів, цілковитим вигнанням їх із Родосу і сусідніх територій (зокрема з їхніх замків в Бодрумі та на острові Кос) і переходом острова під владу Османської імперії.

## Передісторія
На час облоги Родоса 1522 році госпітальєри володіли островом вже понад двохсот років — вони облаштувалися тут з 1309 року, після остаточного витіснення християн з Палестини. Головними військовими супротивниками лицарів стала Османська імперія, яка проводила агресивну завойовницьку політику в Середземномор'ї. У XV столітті Родос витримав два великих напади — облогу єгипетських мамелюків 1444 року та облогу 1480 року військами османського султана Мехмеда II, обидва рази госпітальєрам вдалось відстояти місто і відбити напади.
На початку XVI століття на Близькому Сході назрів конфлікт між Османською імперією та Персією: після завоювання Іраку шахом Ісмаїлом I у цих держав з'явився спільний кордон. Релігійна нетерпимість шиїта Ісмаїла та суніта Селіма (султана Туреччини з 1512 р.) була широко відомою. Розуміючи неминучість зіткнення, Ісмаїл I звернувся до Ордену госпітальєрів з проханням про союз. Схожу пропозицію послав їм султан Єгипту.
Проте Селім Грізний випередив противників. 1514 року армія османів розгромила перське військо під Чалдираном та вступила в Тебриз. Згодом турки завоювали Сирію та Курдистан, а на початку 1517 року завершили підкорення Єгипту. Після тріумфального завершення воєн на Сході почалася підготовка до війни проти Родосу. Незабаром вона перервалася через смерть Селіма.
Син Селіма Сулейман Пишний, тимчасово змінив плани батька: 1521 року він здійснив похід в південну Угорщину для захоплення Белграда. Вторгнення на Родос султан переніс на наступний рік. Час для турків було вибрано дуже вдало: вони убезпечили себе від загрози з Азії, а найбільші держави Європи (Франція, Іспанія, Священна Римська імперія), зосереджені на черговому загостренні Італійських воєн, не могли чинити серйозної допомоги госпітальєрам.

## Співвідношення сил
Перед початком облоги на Родосі налічувалося близько 300 орденських лицарів та стільки ж зброєносців. Окрім них у захисті фортеці брали участь 5 000 греків-родосців та близько 500 солдатів, завербованих на Криті. Таким чином, сили захисників Родосу становили 6 — 7 тисяч осіб.
Родоський замок, який витримав дві облоги, 1520 року відремонтували та укріпили. Ключовими пунктами оборони були п'ять бастіонів, які за традицією захищали п'ять «язиків» Ордену: Овернський, Прованський, Англійський, Арагонський та Кастильський.

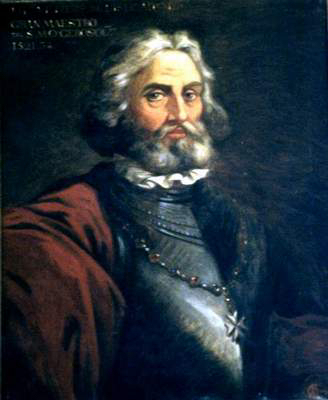
Філіп де Вільє де л'Іль-Адам — очільник оборони Родосу.

Султанська армія багаторазово перевершувала сили християн. Османське військо була доправлене на Родос за два прийоми: 26 червня прибув авангард Мустафи-паші (10 000 осіб), а через місяць — основні сили на чолі з самим Сулейманом. Всього в облозі брали участь близько 100 000 турків, з них понад 10 000 яничарів. Окремо варто відзначити турецьку артилерію, одну з найкращих на той час.
Численний флот османів в облозі участі не брав.

## Перебіг облоги

### Червень-вересень
До прибуття головних сил турків облога йшла мляво. Турецькі інженери займалися підготовкою земляних укріплень, необхідних для бомбардування та штурму фортеці. Проте коли османи почали встановлювати свої гармати на брустверах, батареї фортеці Родоської фортеці зрівняли з землею всі їхні позиції, завдавши чималих збитків артилерії. Постійні вилазки госпітальєрів також не давали спокою нападникам. Все це змусило Сулеймана поквапитися з прибуттям на острів. 28 липня 1522 року турецький султан і його армія висадилися на Родосі.

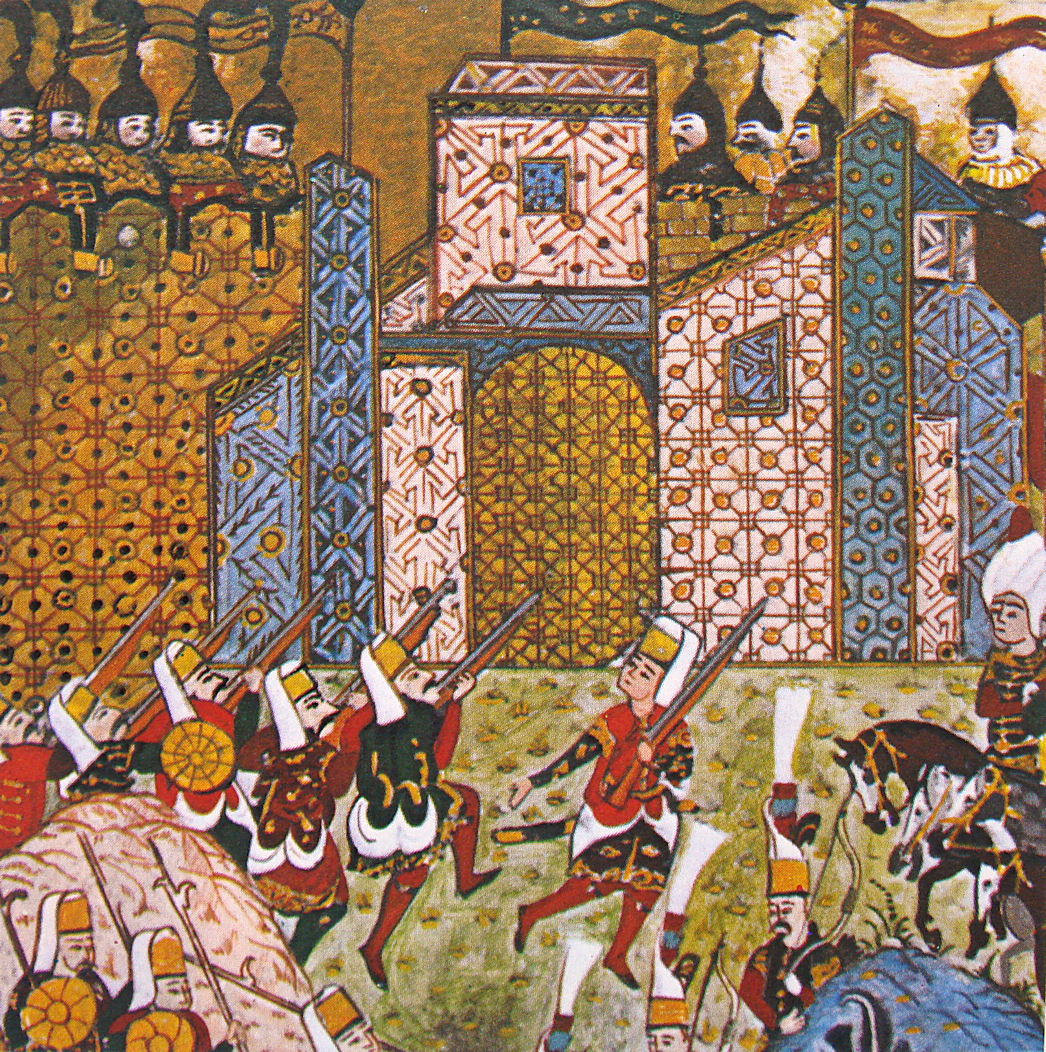
Яничари під стінами Родосу. Мініатюра XVI століття.

З серпня почався постійний артилерійський обстріл Родоської фортеці. Османи змогли зруйнувати дзвіницю церкви Св. Іоанна, з якої відкривався прекрасний огляд їхнього табору. «Підземна війна» дала ще відчутніші результати: на початку вересня сапери турків за допомогою підкопу завалили Англійський бастіон. Це стало сигналом до зміни тактики: турки провели дві спроби штурму, але обидві (13 і 17 вересня) були відбиті з великими втратами для нападників. Проте 24 вересня відбувся генеральний штурм фортеці, в якому брали участь яничари.
Вранці 24-го було відкрито шквальний вогонь по мурах Родосу. Потім колони турецької піхоти пішли на приступ, а артилеристи перенесли обстріл на внутрішню частину фортеці. Головний удар турків припав на залишки Англійського бастіону, найвразливішу частину фортечних укріплень, де бився сам великий магістр Ордена Філіп де л'Іль-Адам. Османи, користуючись своєю чисельною перевагою, почали брати гору. Коли, здавалося, що опір госпітальєрів вже було зламано, захисники Родосу різко відступили всередину фортеці, і по проломам, заповненим турецькими військами, картеччю вдарили гармати. Так сталося декілька разів. Атака турків захлинулася, і третій штурм фортеці закінчився безрезультатно.

### Жовтень-грудень
Після провалу трьох спроб штурму Сулейман та Мустафа-паша відмовилися від активних дій. Знову пішли в хід саперні роботи, і знову вдало — 22 листопада за допомогою міни, закладеної в підкоп, туркам вдалося підірвати Кастильський бастіон. Через тиждень султан віддав наказ про новий штурм. Незважаючи на значні руйнування фортечних мурів і втому оборонців, штурм знову було відбито. Але незабаром турки змогли опанувати зовнішніми мурами Родосу. З військового погляду це поставило його захисників у важку ситуацію, яка посилювалася проблемами у власному таборі.
27 жовтня розкрилася зрада великого канцлера Ордену Андре д'Амарала, що мав намір таємно запустити турків до фортеці. Його було страчено 5 листопада.
На додачу почалося невдоволення серед грецького населення Родосу. Турки бомбардували місто не лише ядрами своїх гармат, а й листами, в яких обіцяли зберегти життя всім захисникам Родосу у разі добровільної здачі, а після взяття приступом обіцяли усіх перерізати. Погроза подіяла на греків: спочатку митрополит, а потім імениті громадяни Родосу звернулися до великого магістра з проханням про капітуляцію. Ризик повстання в стінах фортеці та виснаження людських та матеріальних ресурсів змусили верхівку госпітальєрів шукати з турками миру.

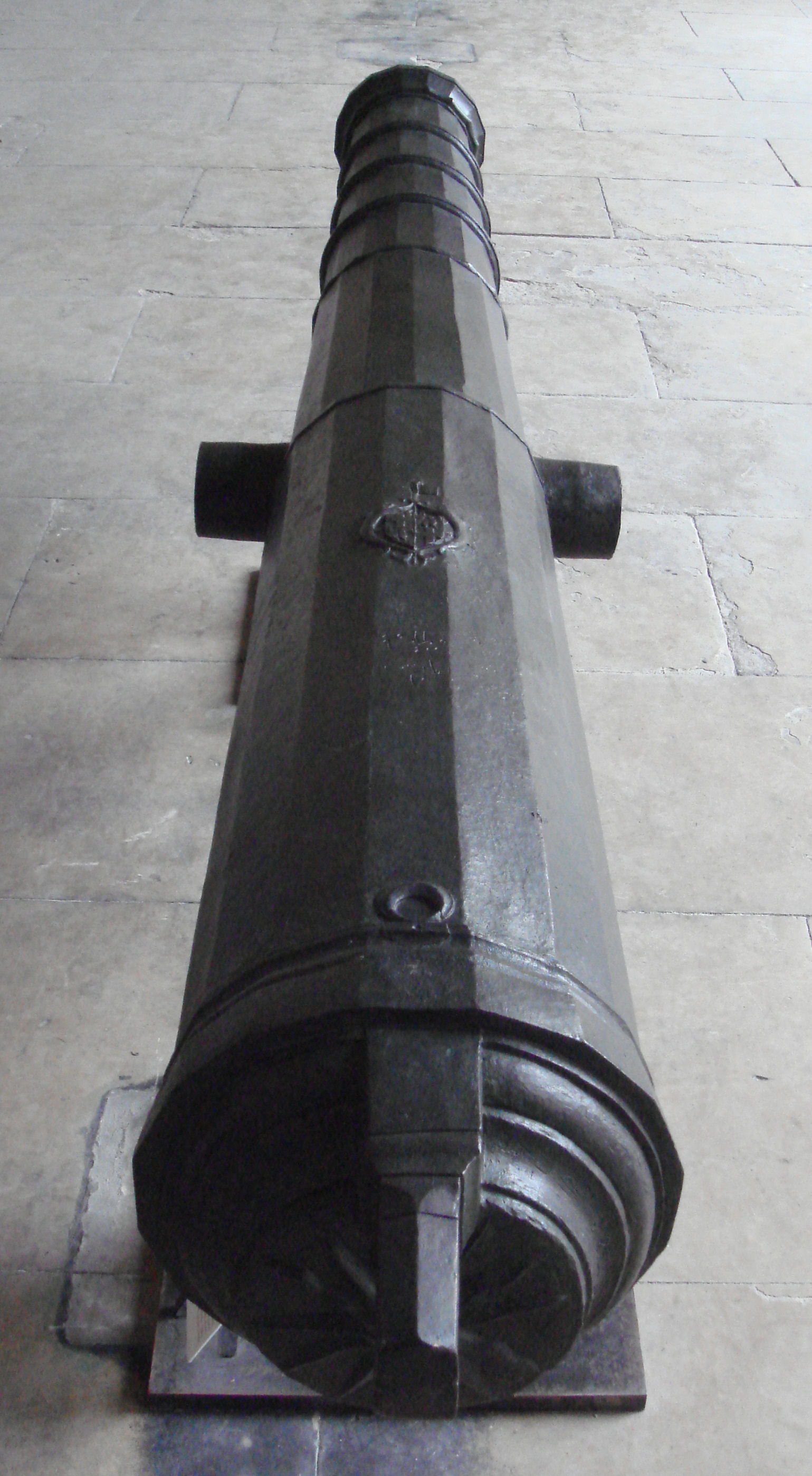
Кулеврина, що була на озброєнні захисників Родосу 1522 року (зараз виставлена в Музеї армії у Парижі).

Переговори 11-13 грудня ні до чого не привели. 17 грудня османська армія пішла на черговий штурм Родосу. Ця остання сутичка не принесла вирішального успіху жодній зі сторін, проте вона показала, що можливості для оборони фортеці вичерпані майже повністю.

### Кінець
Після закінчення штурму та відходу турків на вихідні позиції де л'Іль-Адам наказав підняти над внутрішніми стінами білий прапор. Османи, які за шість місяців облоги зазнали важких втрат, радо погодилися на новий раунд переговорів. 20 грудня Ахмед-паша офіційно прийняв капітуляцію Родоської фортеці.
За її умовами вцілілі лицарі та греки могли вільно покинути острів, забравши з собою прапори, артилерію та реліквії родоських церков. Родос і всі його укріплення переходили до Османської імперії.
1 січня 1523 року вцілілі захисники фортеці на трьох галерах («Санта-Марія», «Санта-Катарина», «Сан-Джованні») і 30 менших суднах назавжди залишили острів Родос.

## Наслідки
Після шести місяців боротьби Орден госпітальєрів остаточно втратив свою багаторічну базу. З Родоської гавані флот госпітальєрів вирушив на Крит, а звідти — в Мессіну. Кілька років лицарі поневірялися Італією: Ніцца (володіння герцога Савойського), Неаполь, Вітербо, що належав папі Клименту VII, який раніше був членом Ордену.
Карл V, імператор Священної Римської імперії, сказав, дізнавшись про здачу Родосу: «Жодна битва не була програна так гідно». Проте зустріч великого магістра з Карлом V 1525 року ні до чого не привела — імператор відмовився передати госпітальєрам Менорку, про що просив де л'Іль-Адам. Зрештою Карл на прохання папи надав Ордену порт Триполі, незадовго до того завойований іспанцями, та острови Мальту і Гоцо. На Мальті госпітальєри й осіли через сім років після здачі Родосу.
З капітуляцією Родосу упав один з останніх форпостів християнського світу в Східному Середземномор'ї, яке в першій чверті XVI століття перетворилося у внутрішнє море Османської імперії. Вигнання госпітальєрів з острова значно полегшило морське сполучення між Стамбулом та набутими територіями в Північній Африці та Леванті.